# Nadia Comăneci
Nadia Elena Comăneci (pronúncia en romanès: [ˈnadi.a koməˈnet͡ʃʲ] ( escolteu-ho)) (Onești, 12 de novembre de 1961) és una gimnasta romanesa, guanyadora de 5 medalles d'or olímpiques, totes de forma individual. El 1976 a l'edat de 14 anys, fou la primera gimnasta a assolir la màxima puntuació, 10, en una competició olímpica. Als mateixos Jocs (Jocs Olímpics d'Estiu de 1976 a Montreal) va rebre sis 10 perfectes més per a aparells en el camí de guanyar tres medalles d'or. Als Jocs Olímpics d'estiu de 1980 a Moscou, Comăneci va guanyar dues medalles d'or més i va aconseguir dos 10 perfectes més. Durant la seva carrera, Comăneci va guanyar nou medalles olímpiques, quatre medalles del Campionat del món de gimnàstica artística i dotze als Campionats Europeus.
És considerada una de les més grans atletes del segle xx i es troba per mèrit propi entre les millors gimnastes de tots els temps.

## Biografia
Va néixer el 12 de novembre de 1961 a Onești (anomenada Gheorghe Gheorghiu-Dej del 1965 al 1996), una petita ciutat als Carpats, al comtat de Bacău, Romania, a la regió històrica de Moldàvia. Filla de Georghe (1936–2012) i Stefania-Alexandrina, i tenia un germà petit. El seu nom, Nadia, s'inspira en Nadežda (Esperança), heroïna d'una pel·lícula russa.
Els seus pares es van separar a la dècada de 1970 i el seu pare es va traslladar més tard a Bucarest, la capital. Ella i el seu germà, Adrian, es van criar a l'Església Ortodoxa Romanesa. En una entrevista del 2011, la mare de la Nadia va dir que va matricular la seva filla a classes de gimnàstica perquè de petita estava tan plena d'energia i activa que era difícil de gestionar. Després d'anys de competició atlètica de primer nivell, Comăneci es va graduar a la Universitat Politècnica de Bucarest amb una llicenciatura en educació esportiva, que la qualificava per entrenar gimnàstica.

### Carrera com a júnior
Comăneci va començar en l'entrenament de gimnàstica a l'equip Flacăra (la Flama) de l'escola, entrada per Duncan i Munteanu. Als sis anys, després que Béla Károlyi —entrenadors de l'equip nacional de Romania— la veiés fent la roda al pati de l'escola, va ser convidada a participar en l'escola experimental que havia creat amb la seva esposa Márta, on va passar la prova de l'entrenador. Als set anys ja s'entrenava amb l'equip, sent una de les primeres alumnes del nou gimnàs establert a la seva ciutat natal. Durant aquest període, va començar a entrenar sis dies a la setmana, quatre hores al dia. La noia era la primera a arribar, escalfar, practicar i millorar intensament els mateixos moviments. L'any següent va participar en la seva primera competició: el Campionat Nacional de Romania, en què va ser la gimnasta més jove en participar. Va arribar a la 13a posició. L'any següent, va començar a competir com a membre de l'equip júnior de la ciutat i es va convertir en la gimnasta més jove a guanyar una medalla d'or en un campionat nacional de Romania.
Durant els següents anys va competir com a júnior en nombrosos concursos nacionals a Romania i reunions dobles amb països com Hongria, Itàlia i Polònia. Als 11 anys, el 1973, va guanyar el concurs complet individual, així com els títols de salt sobre cavall i barres asimètriques, al Torneig d'Amistat Juvenil (Druzhba), una important trobada internacional per a gimnastes júniors.
Als 13 anys Nadia Comăneci va tenir el seu primer èxit important; va guanyar tres medalles d'or i una de plata al Campionat d'Europa a Skien, Noruega. Un any després, el 1975, la gimnasta va superar amb quatre victòries individuals a la russa Liudmila Turíxtxeva, pentacampiona d'Europa, i es va alçar amb la primera posició al concurs complet individual de la competició preolímpica de Mont-real així com la barra d'equilibri i les medalles de plata a salt, terra i barres. La gimnasta soviètica Nellie Kim va guanyar els ors en aquells aparells i va ser una de les màxims rivals de Comăneci durant els següents cinc anys.

### Carrera com a sènior
L'any 1976 va triomfar al Madison Square Garden a Nova York, on, a més d'aconseguir la victòria a la Copa Amèrica, es va convertir en la primera dona que realitzava el dificilíssim doble mortal d'esquena en la sortida del seu exercici d'asimètriques. Va rebre puntuacions rares de 10, que significaven una rutina perfecta sense deduccions de cap mena, pel seu salt a la fase preliminar i per la seva rutina d'exercici de terra a la final de la competició general, que va guanyar. Durant aquesta competició, Comăneci va conèixer el gimnasta nord-americà Bart Conner. Mentre recordava aquesta trobada, Comăneci va assenyalar a les seves memòries que havia de recordar-la més tard a la vida. Ella tenia 14 anys i Conner celebrava el seu 18è aniversari. Tots dos van guanyar una copa de plata i es van fotografiar junts. Uns mesos més tard, van participar en els Jocs Olímpics d'estiu de 1976 que va dominar Comăneci, mentre que Conner era una figura marginal. Conner va dir més tard: «Ningú em coneixia, i [Comăneci] certament no em va fer cas.»

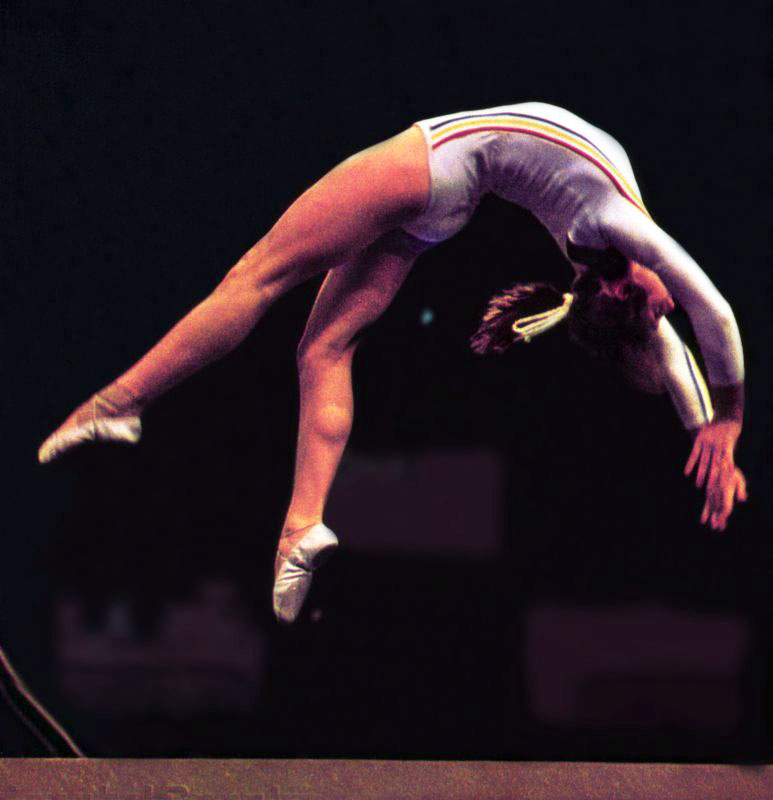
Comăneci als Jocs Olímpics de 1976.

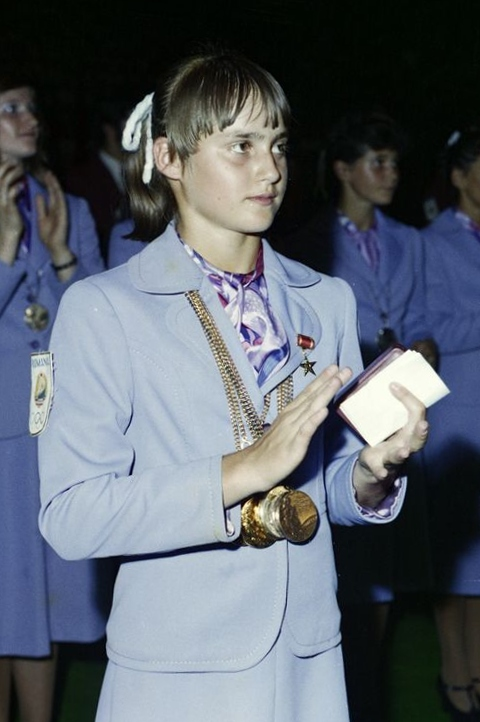
Comăneci amb les seves medalles el 1976.

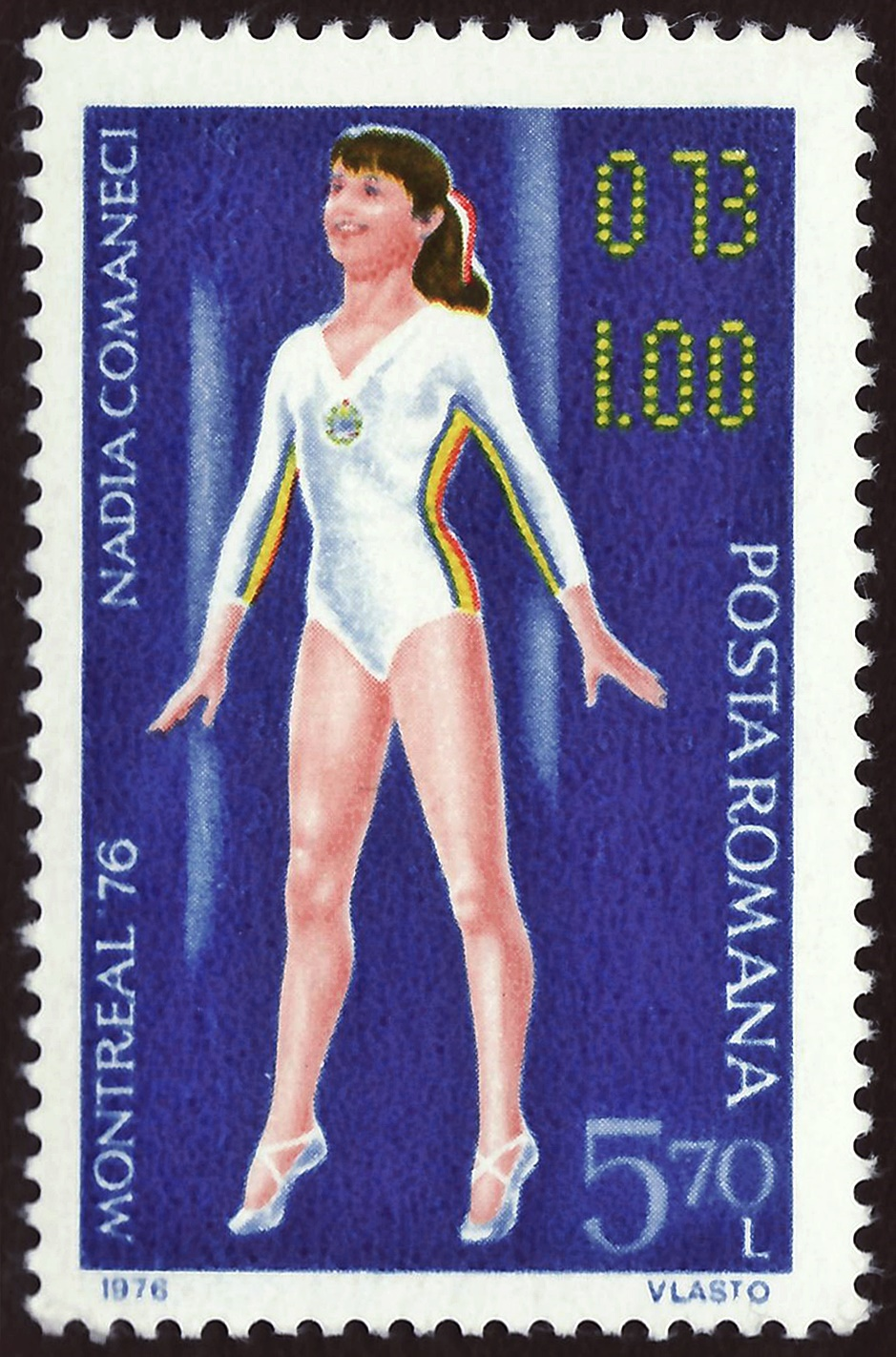
Comăneci a Montreal. Segell de Romania, 1976.

Als catorze anys va ser l'estrella dels Jocs Olímpics de Mont-real. La romanesa va ser la primera gimnasta que va assolir arrencar als jutges la puntuació màxima en uns Jocs Olímpics pel seu exercici en qualificació a les barres asimètriques; abans de Mont-real ja l'havia rebut 19 vegades, i a més la repetiria sis vegades més durant els jocs. A Mont-real, Comăneci va guanyar tres medalles d'or: general individual, barra d'equilibri i paral·leles asimètriques; una de plata: general per equips i una de bronze en terra.
Com a dada curiosa, quan la qualificació es va anunciar al tauler electrònic, va aparèixer un 1.0, ja que el sistema comptava només amb un espai per a un nombre enter i un nombre decimal. La gimnasta soviètica Nellie Kim va ser la seva principal rival durant els Jocs Olímpics de Mont-real; Kim es va convertir en la segona gimnasta a rebre un deu perfecte, en el seu cas per la seva actuació al salt. Comăneci va prendre el relleu com a focus mediàtic de la gimnasta Olga Korbut, que havia estat l'estrella dels Jocs de Munic de 1972.
Comăneci va ser la primera gimnasta romanesa a guanyar el títol olímpic. També té el rècord com a campiona de gimnàstica olímpica més jove de la història als 14 anys. Des de llavors, l'esport ha augmentat els requisits d'elegibilitat de manera que les gimnastes han de tenir almenys 16 anys el mateix any natural dels Jocs Olímpics per poder competir. Quan Comăneci va competir el 1976, les gimnastes només havien de tenir 14 anys el primer dia de la competició. A menys que es redueixi l'edat d'elegibilitat, el rècord de Comăneci no es podrà batre.
Va ser escollida la Personalitat esportiva de l'any de la BBC el 1976 i Associated Press la va escollir Atleta Femenina de l'Any. De tornada a casa els seus compatriotes la van rebre en llaor de multituds i els seus èxits la van concedir la Medalla d'Or Falç i martell pel seu èxit i la van fer creditora del reconeixement d'Heroi Socialista del Treball, sent la persona més jove en rebre aquest guardó durant l'administració de Nicolae Ceaușescu.
A l'any següent va defensar amb encert el títol individual europeu, però l'equip romanès, en una controvertida decisió, va abandonar la competició durant les finals en protesta per les puntuacions seguint les ordres de Ceaușescu.
Després dels europeus de 1977, la Federació Romanesa de Gimnàstica va retirar a Comăneci dels seus entrenadors de molt de temps, els Károlyis, i la va enviar a Bucarest el 23 d'agost per entrenar al complex esportiu. No va trobar aquest canvi positiu i estava lluitant amb els canvis corporals a mesura que es feia gran. Les seves habilitats de gimnàstica van patir, i va ser infeliç fins al punt de perdre les ganes de viure. Després de sobreviure a un intent de suïcidi, Comăneci va arribar al Campionat del Món "set polzades [18 cm] més alta i una stone i mitja [9,5 Kg] més pesada" que als Jocs Olímpics de 1976. Una caiguda a les barres asimètriques van donar lloc a un quart lloc en la classificació general darrere de les soviètiques Elena Mukhina, Nellie Kim, i Natalia Shaposhnikova. Comăneci va guanyar el títol mundial a la barra i una plata al salt.
Després del Mundial de 1978, a Comăneci se li va permetre tornar a Deva i l'escola dels Károlyis. El 1979, Comăneci va guanyar el seu tercer títol europeu consecutiu, convertint-se en el primer gimnasta, masculí o femení, en aconseguir aquesta gesta. Al Campionat del món a Fort Worth, al desembre, quan Comăneci dominava les classificacions després del programa obligatori de la competició, va haver de ser hospitalitzada abans de començar el programa lliure, per una infecció a la sang provocat per un tall que es va fer al canell amb una civella metàl·lica. Contradient les instruccions dels metges, va sortir de l'hospital i va abandonar l'hospital i va competir en la barra d'equilibri, on va obtenir una puntuació de 9,95. La seva actuació va ajudar l'equip romanès a obtenir la seva primera medalla d'or per equips. Després de la seva actuació, Comăneci va passar diversos dies recuperant-se a l'Hospital All Saints. Va haver de sotmetre's a una intervenció quirúrgica menor per a la mà infectada, que havia desenvolupat un abscés.

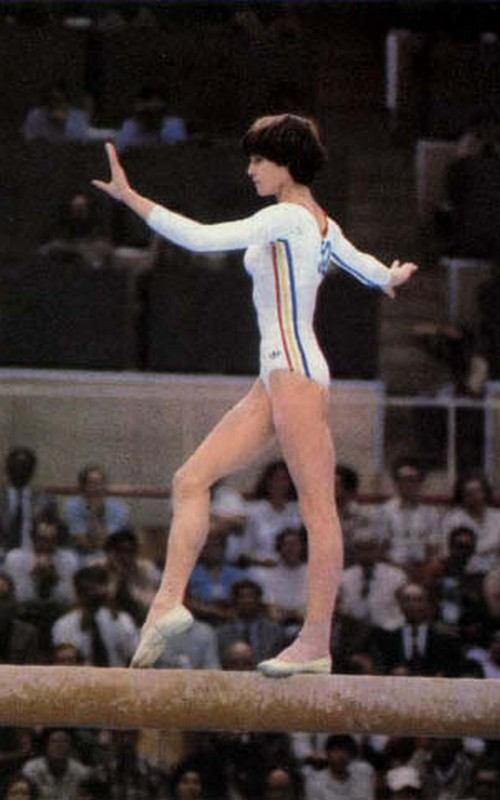
Comăneci a la barra d'equilibris als Jocs Olímpics de 1980.

Comăneci va ser escollida per participar en els Jocs Olímpics de Moscou de 1980. Com a resultat de la invasió soviètica de l'Afganistan, el president Jimmy Carter va declarar que els Estats Units boicotejarien els Jocs Olímpics. També van participar diversos països més en el boicot, encara que els seus motius van variar. Segons Comăneci, el govern romanès "va promocionar els Jocs Olímpics de 1980 com els primers Jocs totalment comunistes". No obstant això, també va assenyalar a les seves memòries, "a Moscou, vam entrar a la boca d'un cau de lleons; era el territori dels russos". Va guanyar dues medalles d'or, a la barra d'equilibri i a l'exercici de terra (en què va empatar amb la gimnasta soviètica Nellie Kim, contra qui també havia competit als Jocs Olímpics de Mont-real de 1976 i altres esdeveniments). També va guanyar dues medalles de plata, en equip i en el concurs complet individual. Van sorgir controvèrsies pel que fa a la puntuació a les competicions d'exercicis generals i de terra. És l'única gimnasta que ha defensat la seva medalla d'or olímpica a l'aparell de barra d'equilibri.
El seu entrenador, Bela Károlyi, va protestar que l'havien puntuat injustament. Les seves protestes van ser captades a la televisió. Segons les memòries de Comăneci, el govern romanès estava molest pel comportament públic de Károlyi, sentint que els havia humiliat. La vida es va fer molt difícil per a Károlyi a partir d'aquell moment.
Després d'aquesta edició dels Jocs Olímpics, Nadia es va retirar de l'alta competició. La seva última aparició en un gran torneig va ser al Campionat Mundial Universitari que es va celebrar a Bucarest el 1981. Va guanyar cinc medalles d'or, però va haver-hi acusacions de parcialitat contra els jutges, atès que la meitat eren romanesos.
L'any 1981, la Federació de Gimnàstica es va posar en contacte amb Comăneci i li va informar que formaria part d'una gira oficial pels Estats Units anomenada "Nadia '81" i que els seus entrenadors Béla i Márta Károlyi dirigirien el grup. Durant aquesta gira, l'equip de Comăneci va compartir un viatge en autobús amb gimnastes americanes; era la tercera vegada que es trobava amb Bart Conner a qui havia conegut el 1976. Més tard va recordar haver pensat: "Conner era maco. Donava voltes per l'autobús parlant amb tothom, era increïblement amable i divertit." Durant la gira, el coreògraf de l'equip romanès Géza Pozsár i els Károlyis van desertar i van demanar asil polític als Estats Units, deixant temporalment la seva filla Andrea, de set anys, amb familiars a Romania. Abans de desertar, Károlyi va insinuar unes quantes vegades a Comăneci que podria intentar fer-ho i li va preguntar indirectament si ella voldria unir-se a ell. En aquell moment, no tenia cap interès a desertar i va dir que volia tornar a casa a Romania.
Després de la deserció dels Károlyis però, la vida de Comăneci a Romania va canviar dràsticament, com ella no podia haver previst. Els funcionaris temien que ella també desertés. Sentint que era un actiu nacional, van controlar estrictament les seves accions, negant-li viatjar fora del país, excepte a Moscou, i una vegada va anar a Cuba. Va ser una sorpresa per a ella que li permetessin participar en els Jocs Olímpics d'estiu de 1984 a Los Angeles com a part de la delegació romanesa. Tot i que una sèrie de nacions comunistes van boicotejar els Jocs Olímpics d'estiu de 1984 com a resposta al boicot dirigit pels Estats Units als Jocs Olímpics de Moscou quatre anys abans, Romania va optar per participar-hi. Comăneci va escriure més tard a les seves memòries que molts creien que Romania anava als Jocs Olímpics perquè s'havia fet un acord amb els Estats Units per no acceptar desertors. Però Comăneci no va participar en els Jocs com a membre de la selecció romanesa; va fer-ho com a observadora. Va poder veure la nova protegida de Károlyi, la gimnasta nord-americana Mary Lou Retton, que va guanyar cinc medalles, inclosa una d'or. La delegació romanesa no li va permetre parlar amb Károlyi i la va observar de prop tot el temps.

### Després de la gimnàstica
Havia començat a pensar en retirar-se uns anys abans, però la seva cerimònia oficial de jubilació va tenir lloc a Bucarest l'any 1984. Hi va assistir el president del Comitè Olímpic Internacional Joan Antoni Samaranch. Entre 1984 i 1989 la gimnasta va ser membre de la Federació Romanesa de Gimnàstica i va entrenar als joves gimnastes del seu país.
Comăneci va escriure més tard a les seves memòries:
| « | (anglès) Life took on a new bleakness. I was cut off from making the small amount of extra money that had really made a difference in my family's life. It was also insulting that a normal person in Romania had the chance to travel, whereas I could not…. when my gymnastics career was over, there was no longer any need to keep me happy. I was to do as I was instructed, just as I'd done my entire life…. If Bela hadn't defected, I would still have been watched, but his defection brought a spotlight on my life, and it was blinding. I started to feel like a prisoner. | (català) La vida va prendre un nou caire desolador. Em van impedir guanyar la petita quantitat de diners extra que realment havia marcat la diferència en la vida de la meva família. També va ser insultant que una persona normal a Romania tingués l'oportunitat de viatjar, mentre que jo no podia... quan va acabar la meva carrera de gimnàstica, ja no podia mantenir-me feliç. Havia de fer el que em manaven, tal com havia fet tota la meva vida... Si Béla no hagués desertat, encara m'haurien observat, però la seva deserció va posar el focus en la meva vida i va ser encegador. Vaig començar a sentir-me presonera. | » |

La nit del 27 de novembre de 1989, unes setmanes abans de la Revolució romanesa, Comăneci va desertar amb un grup d'altres romanesos, creuant la frontera entre Romania i Hongria al voltant de Cenad. Van ser guiats per Constantin Panait, un romanès que es va convertir en ciutadà nord-americà després de desertar. El seu viatge era majoritàriament a peu i de nit. Van viatjar per Hongria i Àustria i finalment van poder agafar un avió cap als Estats Units.
Se la va relacionar sentimentalment amb Panait, un home casat, però segons va declarar, lluny de ser la seva amant, la mantenia presa als Estats Units, colpejant-la regularment i li va enganyar amb 150.000 dòlars d'ingressos d'entrevistes, fotografies i una difusió de moda en una revista de Londres. No obstant això, va dir que no se li permetia cobrar un xec i que mai no va veure ni un cèntim. Comăneci va dir que la traumàtica prova va durar tres mesos i la va portar a un viatge esgarrifós per Florida, Califòrnia, Nova York i Canadà. Va dir que poc després d'arribar als Estats Units estava tancada en habitacions d'hotel i un apartament de Los Angeles i no li permetia ni contestar el telèfon.
Va residir al Canadà des de febrer de 1990 amb Alexandru Stefu, entrenador de rugbi romanès, la seva dona i el seu fill; es va unir a algunes exhibicions de gimnàstica i es va retroba amb Bart Conner. Alexandru Stefu va morir ofegat en un accident de submarinisme el 1991. Després de viure amb la família d'en Stefu durant 18 mesos, Comăneci no sabia on dirigir-se.
Bart Conner la va convidar a viure a Norman, Oklahoma, on es va traslladar per ajudar-lo amb la seva escola de gimnàstica. Vivia amb la família de Paul Ziert i finalment el va contractar com a gerent. Comăneci i Conner inicialment eren només amics. Van estar junts durant quatre anys abans de comprometre's el 1994.
Des de 1994, el Nadia Comăneci International Invitational ha donat la benvinguda a gimnastes que van des del nivell 4 de l'USAG fins al nivell 10. La competició també ha acollit competicions d'elit internacional a mitjans de la dècada de 2010. Rebeca Andrade va ser una assistent notable el 2013, entre d'altres.
Va tornar a Romania per al seu casament l'abril de 1996, que es va celebrar a Bucarest. Això va ser després de la caiguda del règim comunista i l'establiment d'una Romania capitalista; el govern la va acollir com a heroïna nacional. El casament es va retransmetre en directe per tota Romania i la recepció de la parella es va celebrar a l'antic palau presidencial.

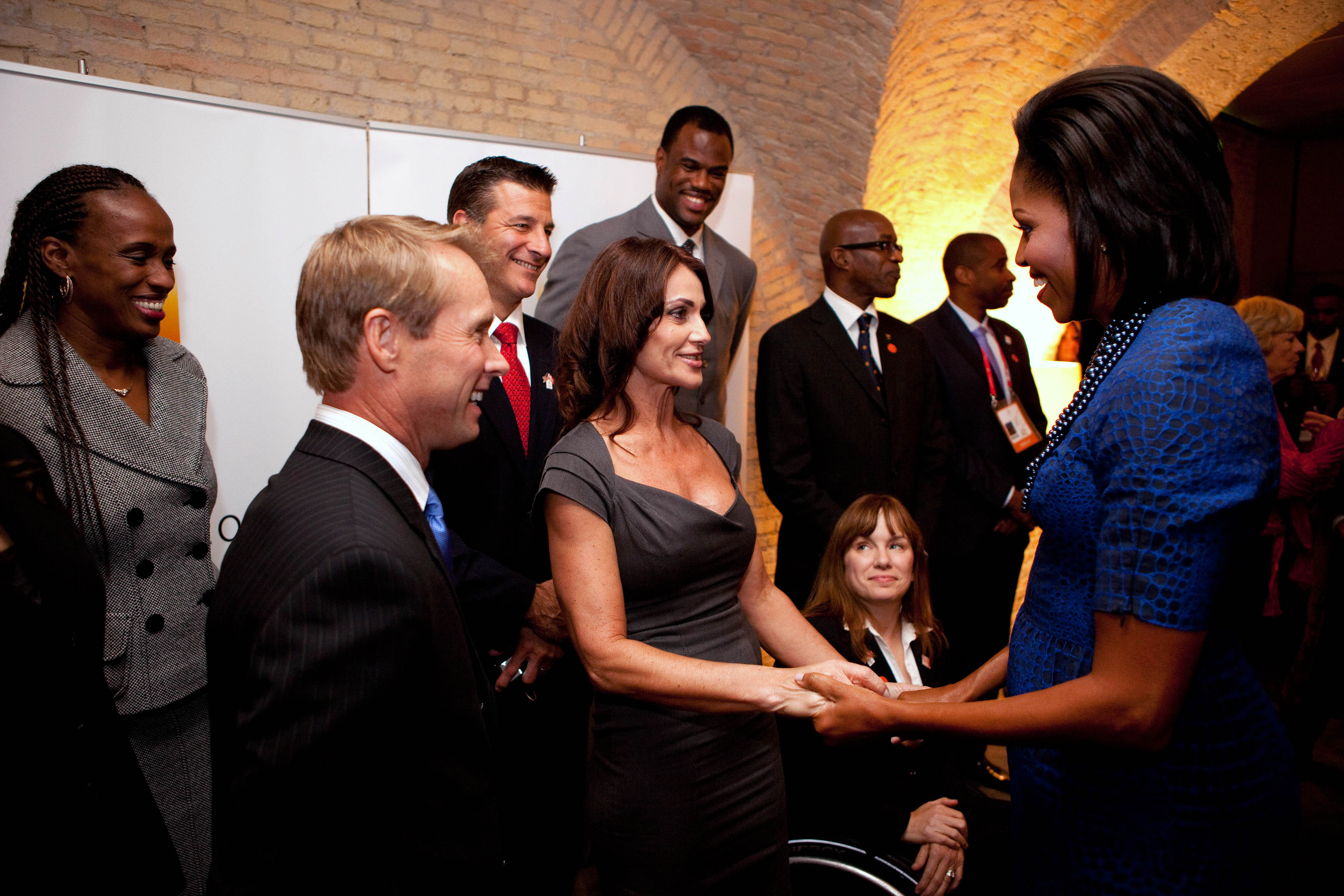
Comăneci i el seu marit Bart Conner coneixent la Primera Dama Michelle Obama, 2009.

Tres anys després, el 1999, Nadia es va convertir en la primera atleta que va rebre una invitació per a parlar davant les Nacions Unides. Des d'aquella tribuna va donar el tret de sortida l'any 2000, anunciant-lo com l'Any Internacional del Voluntariat.
Al desembre de 2003 va publicar el seu primer llibre, Letters to a Young Gymnast  (Cartes a una gimnasta jove) dins la col·lecció Art of Mentoring de Basic Books.
El 18 de maig de 1997, Nadia Comăneci i Bart Conner van protagonitzar el final de la tercera temporada de Touched by an Angel on van realitzar un breu exercici de terra dins d'una escena del muntatge.
Comăneci es va convertir en ciutadana dels Estats Units naturalitzada l'any 2001, conservant la seva ciutadania romanesa. El 2006, va néixer Dylan, el fill de la parella.
Va ser la ponent destacada a la 50a cerimònia anual de naturalització del Dia de la Independència el 4 de juliol de 2012 a Monticello, la primera atleta convidada a parlar en la història de la cerimònia. L'octubre de 2017, una zona del Parc Olímpic de Mont-real va ser rebatejada com a "Place Nadia Comaneci" en el seu honor.
Actualment continua vinculada amb el món de la gimnàstica mentre s'ocupa de diverses obres de caritat arreu del món. Ella i el seu espòs són propietaris de l'Acadèmia Conner de Gimnàstica, la Companyia per a Produir el 10 Perfecte i d'algunes botigues de material esportiu. Ambdós publiquen la Revista Internacional de Gimnàstica (International Gymnast Magazine).
Nadia Comăneci és avui vicepresidenta del Consell de Direcció d'Olimpíades Especials, Presidenta d'Honor de la Federació Romanesa de Gimnàstica, Presidenta Honorífica del Comitè Olímpic Romanès, Ambaixadora d'Esports de Romania, vicepresidenta del consell de Direcció de l'Associació per la Distrofia Muscular i membre de la Fundació de la Federació Internacional de Gimnàstica. Ha rebut dues vegades la condecoració de l'Ordre Olímpica de mans del Comitè Olímpic Internacional, i ha engegat a Bucarest una clínica per a ajudar els nens orfes (The Nadia Comaneci Children's clinic).

## Premis i reconeixements
- 1975 i 1976: Atleta de l'Any de United Press International[64]
- 1976: Heroïna Socialista del Treball[65]
- 1976: Atleta de l'any d'Associated Press[66]
- 1976: Personalitat Esportiva de l'any de la BBC (BBC Sport Personality of the Year Overseas Personality)[30]
- 1983: Ordre Olímpica[67]
- 1990: Saló de la Fama Femení de l'Esport[68]
- 1993: Saló de la Fama de la Gimnàstica Internacional[69]
- 1998: Marca Leyenda[70]
- 1998: Premi Flo Hyman[71]
- 2004: Ordre Olímpica[72]
- 2016: Gran homenatjat immigrant: Carnegie Corporation of New York[73]
- 2017: Escollida a la llista 100 Women de la BBC de 2017.[74]
- 2021: Orde de l'Estrella de Romania, Gran Oficial[75]

## Història competitiva
| 1971   | Campionat de la República, Categoria III                | 1 | 4 |   |   |   |   |
| 1971   | Copa de la Federació Gimnàstica Romanesa (Categoria IV) |   | 1 | 1 | 1 | 1 | 1 |
| 1971   | Júnior ROM-YUG Dual Meet                                | 1 | 1 |   |   |   |   |
| 1972   | Campionat de la República, Categoria III                | 1 | 1 |   |   |   |   |
| 1972   | Campionat de la República per a Júniors                 | 1 | 1 |   |   |   |   |
| 1972   | Copa de la Federació Gimnàstica Romanesa (Categoria II) | 1 |   |   |   |   |   |
| 1972   | Júnior BUL-ROM Dual Meet                                | 1 | 1 |   | 1 |   | 1 |
| 1972   | Torneig Amistós Júnior (Druzhba)                        | 4 |   | 6 | 1 | 1 |   |
| 1972   | Júnior ROM-RDA Dual Meet                                | 1 | 3 |   |   |   |   |
| 1972   | Júnior ROM-RSFSR Dual Meet                              | 1 | 1 |   |   |   |   |
| 1972   | Junior ROM-HON Dual Meet                                | 1 | 1 |   |   |   |   |
| 1973   | Campionat Internacional de Romania                      |   | 1 | 1 | 1 | 1 | 1 |
| 1973   | Torneig Amistós Júnior (Druzhba)                        | 3 | 1 | 1 | 1 |   | 3 |
| 1973   | Júnior ITA-ROM Dual Meet                                | 1 | 1 |   |   |   |   |
| 1973   | Júnior ROM-URS Dual Meet                                | 2 | 1 | 1 | 1 |   | 1 |
| 1973   | Campionat per Equips Sènior de Romania                  | 1 | 1 |   |   |   |   |
| 1973   | Campionat d'Escoles de Romania (Categoria Sènior)       |   | 3 |   |   |   |   |
| 1974   | Campionat Júnior de Romania                             |   | 1 |   |   |   |   |
| 1974   | Júnior ROM-POL-Denver (USA) Tri-Meet                    | 1 | 1 |   |   |   |   |
| Senior |                                                         |   |   |   |   |   |   |
| 1975   | Champions All                                           |   | 1 |   |   |   |   |
| 1975   | Campionat d'Europa                                      |   | 1 | 1 | 1 | 1 | 2 |
| 1975   | FRG-ROM Dual Meet                                       | 1 | 1 |   |   |   |   |
| 1975   | Preolímpics                                             |   | 1 | 1 | 1 | 3 | 2 |
| 1975   | Campionat Nacional de Romania                           | 1 | 1 | 1 | 1 | 1 | 2 |
| 1975   | ROM-CAN Dual Meet                                       | 1 | 1 |   |   |   |   |
| 1975   | ROM-ITA Dual Meet                                       | 1 | 1 |   |   |   |   |
| 1976   | American Cup                                            |   | 1 |   |   |   |   |
| 1976   | Campionat Balcànic                                      | 1 | 1 | 1 | 1 | 1 | 1 |
| 1976   | CAN-ROM Dual Meet                                       | 1 | 1 |   |   |   |   |
| 1976   | Copa Chunichi                                           |   | 1 |   |   |   |   |
| 1976   | FRG-ROM Dual Meet                                       | 1 | 1 |   |   |   |   |
| 1976   | GBR-ROM Dual Meet                                       | 1 | 1 |   |   |   |   |
| 1976   | NED-ROM Dual Meet                                       | 1 | 1 |   |   |   |   |
| 1976   | Jocs Olímpics de Montreal                               | 2 | 1 | 4 | 1 | 1 | 1 |
| 1976   | Campionat Nacional de Romania                           |   | 1 | 1 | 1 | 1 | 2 |
| 1976   | USA-ROM Dual Meet                                       | 1 | 1 |   |   |   |   |
| 1977   | Campionat Balcànic                                      | 1 | 1 |   |   |   |   |
| 1977   | ESP-ROM Dual Meet (Barcelona)                           | 1 | 1 |   |   |   |   |
| 1977   | ESP-ROM Dual Meet (Madrid)                              | 1 | 1 |   |   |   |   |
| 1977   | Campionat d'Europa                                      |   | 1 | 2 | 1 |   |   |
| 1977   | FRA-ROM Dual Meet                                       | 1 | 1 |   |   |   |   |
| 1977   | International Championships of Romania                  |   | 1 |   | 1 | 1 | 1 |
| 1977   | Orleans International                                   |   | 1 |   |   |   |   |
| 1977   | ROM-CAN Dual Meet                                       | 1 | 1 |   |   |   |   |
| 1977   | USA-ROM Dual Meet                                       | 1 | 1 |   |   |   |   |
| 1978   | ITA-ROM Dual Meet                                       | 1 | 1 |   |   |   |   |
| 1978   | Milan International                                     |   | 1 |   |   |   |   |
| 1978   | Campionat del Món                                       | 2 |   | 2 | 5 | 1 | 8 |
| 1979   | Campionat Balcànic                                      | 1 | 1 | 1 | 1 |   | 2 |
| 1979   | Champions All                                           |   | 1 |   |   |   |   |
| 1979   | Campionat d'Europa                                      |   | 1 | 1 | 4 | 3 | 1 |
| 1979   | Campionat Internacional de Romania                      |   | 1 |   | 1 |   |   |
| 1979   | Campionat del Món                                       | 1 |   |   |   |   |   |
| 1979   | Tokyo World Cup Final                                   |   | 4 | 1 |   | 2 | 1 |
| 1980   | Campionat Internacional de Romania                      |   | 1 |   | 1 |   |   |
| 1980   | ITA-ROM Dual Meet                                       | 1 | 1 |   |   |   |   |
| 1980   | Jocs Olímpics de Moscou                                 | 2 | 2 | 5 |   | 1 | 1 |
| 1981   | Daciada                                                 |   | 1 |   |   |   |   |
| 1981   | Universiade d'estiu                                     | 1 | 1 | 1 | 1 | 1 |   |

## Pel·lícules
- Katie Holmes va dirigir el 2015 un curtmetratge documental per a ESPN sobre Comăneci titulat Eternal Princess que es va estrenar al Tribeca Film Festival.[76][77]
- El 2016, Arte France va produir un documental Pola Rapaport sobre Comăneci titulat Nadia Comăneci, la gymnast et le dictateur (Nadia Comăneci: la gimnasta i el dictador).[78]
- El 1984, Comăneci va el tema d'una pel·lícula de televisió biogràfica, Nadia.[79] La pel·lícula es va desenvolupar sense la seva implicació (tot i que el contingut va ser descrit per altres). Més tard va declarar públicament que els productors mai van prendre contacte amb ella: «Sincerament, ni tan sols vull veure-ho; em sento tan malament per això. Distorsiona la meva vida tan totalment».[79]
- El 2012, Universal Pictures va triar Comăneci per doblar Granny Norma en romanès a la pel·lícula d'animació The Lorax.[80]

## Llibres
- Les memòries de Comăneci de 2004, Letters to a Young Gymnast, formen part de la sèrie Art of Mentoring de Basic Books.[81][82]
- El 2021, Stejărel Olaru va publicar en romanès un volu biogràfic, Nadia și Securitatea (Nadia i la Seguretat), a l'Editorial Epica.[83]